# The Printers House
The Printers House (TPH) ist ein indischer Hersteller von einfachbreiten Zeitungsdruckanlagen. Die einfachbreiten Orient-Baureihen mit einfachem Zylinderumfang decken unterschiedliche Leistungsklassen von 16.000 bis 50.000 Exemplaren pro Stunde. Es werden Mono-Druckeinheiten für den 1/1-Druck mit integrierten Rollenwechslern, zu Vierer- oder Achtertürmen, stapelbare Druckeinheiten, automatische Rollenwechsler mit aufgesetzter Stapeldruckeinheit für den 1/1-Druck, 3-Farb-Satelliten, Räderfalzwerke und Klappenfalzwerke im Zylindersystem 1:2:2 geliefert. Neben dem indischen Subkontinent sind die TPH-Maschinen in China, Russland und im Mittleren Osten verbreitet. Weltweit sind mehr als 1000 Druckeinheiten installiert.
Des Weiteren werden Offset-Druckanlagen gebaut mit mehr als 5000 Installationen weltweit.
Gegründet wurde das Unternehmen im Jahr 1946 durch K. D. Kohli. Im September 2009 wurde eine Zusammenarbeit mit dem deutschen Druckmaschinenhersteller Koenig & Bauer bekanntgegeben.

## Quelle
- World of Print: KBA und TPH besiegeln exklusive Vertriebspartnerschaft, 3. September 2009